# Ghoul Patrol
Ghoul Patrol är ett SNES-spel, som utgavs 1994 och är uppföljaren till Zombies Ate My Neighbors. Spelet släpptes i september 1994 av LucasArts och senare till Wii Virtual Console i Nordamerika den 25 januari 2010, samt i PAL-regionen den 14 maj 2010. En Sega Mega Drive-version var tänkt att utges av Virgin Interactive, men släpptes aldrig.

### Fotnoter
1. ↑  https://web.archive.org/web/20060623025112/http://www.lucasarts.com/20th/history_2.htm